# Salix sajanensis
Salix sajanensis là một loài thực vật có hoa trong họ Liễu. Loài này được Nasarow miêu tả khoa học đầu tiên năm 1936.